# QuickZip
QuickZip — бесплатный файловый архиватор, работающий в среде Microsoft Windows. Поддерживает большое количество форматов сжатия и умеет работать с образами дисков. Программа разрабатывается с декабря 1999 года.

## Форматы
QuickZip полностью поддерживает форматы сжатия 7-ZIP, BZA, BZ2, CAB, GZ, LHA, LZH, RS, SQX, TAR, TGZ, UUE, Z, ZIP, а также следующие типы файлов на открытие и разархивирование: ACE, ARG, ARJ, ASD, B64, BEL, BIN, BQX, CAR, CPT, CZIP, DZ, FRZ, HOG, IMP, IMG, ISO, GCA, JAM, PAK, PIT, QZE, RAR, RPM, SH, SPL, TAZ, WAD, XXE, ZAC, ZOO.

## Возможности
Основные возможности и особенности QuickZip:
- Механизм закладок (быстрый доступ к избранным файлам)
- Поиск архивов по находящимся в них файлам
- Менеджер паролей
- Преобразование архивов
- Переименование файлов по маске
- Поддержка образов диска (ISO, BIN, IMG)
- Интеграция в контекстное меню Проводника Windows
- Создание скриптов для автоматической архивации
- Поддержка многотомных архивов
- Шифрование c возможностью использования одного из 4 методов: Blowfish, DES (56 и 168-битные ключи), AES
- Создание самораспаковывающихся архивов
- Восстановление поврежденных архивов
- Извлечение группы архивов в один каталог
- Поддержка автоматического сканирования на вирусы с использованием антивирусов, имеется встроенный модуль Clam Antivirus
- Поддержка различных языков интерфейса, в том числе русского
- Проверка обновлений программы через Интернет

## Обнаруженные недостатки
- В 2006 году в версии 3.06.3 была обнаружена уязвимость, связанная с обходом каталога.[3][4]
- Для установки программы необходимо скачать и установить .NET Framework
- Программа может плохо работать с очень большим количеством мелких файлов.